# Фіалко Ніна Іванівна
Ніна Іванівна Фіалко (10 вересня 1943, с.Косенівка Уманського району Черкаської області) — українська письменниця, член ТОО Національної Спілки письменників України з 2015 року.

## Життєпис
Народилася 10 вересня 1943 року в с.Косенівка Уманського району Черкаської області під час воєнного лихоліття в родині сільських інтелігентів.
У 1947 році захворіла на туберкульоз кісток. Семирічку закінчила з однією четвіркою і почала навчатися в Уманській бухгалтерській школі. Після закінчення — вступила до технікуму харчової промисловості (м. Київ). Згодом відділ хлібопекарного та кондитерського виробництва перенесли до Кам'янця-Подільського, тож спеціальність техніка-технолога здобула у Кам'янець-Подільському технікумі харчової промисловості. Після закінчення — направили на роботу в м.Тернопіль, де й працювала 35 років.
У Тернопільському управлінні громадського харчування займала керівні посади середньої ланки. Роботу свою любила і завжди до вирішення виробничих проблем підходила творчо. Кілька разів брала участь у республіканських змаганнях серед обласних управлінь громадського харчування. На конкурсах очолювала групу кондитерів області, де обов'язковою умовою мав бути і власний рецепт якогось виробу. Першого місця не займала, але завжди серед багатьох учасників була чимось відзначена (путівкою, цінним подарунком).
Зараз перебуває на заслуженому відпочинку.

## Відзнаки
Нагороджена:
- грамотою за участь у XVI Бойківському літературно-краєзнавчому конкурсі імені Мирона Утриска
- дипломомом лауреата премії імені Уласа Самчука (2019)
- Диплом лауреата  премії Іванни Блажкевич (2020)
- Грамотою за перемогу в Шостому Всеукраїнському літературному конкурсі ім.Леся Мартовича у номінації «Проза, добірки»
- Лауреат Всеукраїнської літературно-мистецької премі= імені Братів Богдана та Левка Лепких (2024) — за творчу діяльність останніх років, зокрема роман «Дві обручки» та книгу «Коли брати стають ворогами…»[2]
- Лауреат літературної премії «Золотий письменник»[3].

## Творчість
Літературною діяльністю почала займатися після виходу на заслужений відпочинок. Довгою виявилася дорога до читача, бо видавці не наважувалися вкладати гроші в «розкрутку пенсіонерки». Лише після того, як перші три романи були надруковані власним коштом і отримали схвальну оцінку читачів, видавництво «НК — Богдан» запропонувало співпрацю з автором. Творчим наставником Ніни Іванівни є відомий український письменник, драматург і краєзнавець Богдан Іванович Мельничук.

### Опубліковані твори
- «Небезпечна межа» (роман, 2008)
- «Зламані жоржини» (роман, 2008)
- «Родинні гріхи» (роман, 2008)
- «Повертайтесь, журавлі, додому» (роман, 2008)
- «Дві обручки» (роман, 2009)
- «Кохання з першого погляду» (роман, 2010)
- «Примарне щастя» (збірка оповідань, новел, 2011)
- «Ріка життя» (роман, 2011)
- «Роксолана, декан і жлоби» (повість, у співавторстві із Б. Мельничуком, 2011)
- «Гніздо для зозулі» (повісті та оповідання, 2012)
- «Веселі канікули»  (повісті для дітей, 2013)
- «Шукачі земного раю» (роман, 2014)
- «Косенівка» (літературно-історичний альманах про рідне село, 2014)
- «Коли брати стають ворогами» (повість-есей, 2015)
- «Обірвана струна» (роман, 2016)
- «Наречена для бразильця» (роман, 2017)
- «Холодний вітер перемін» (роман, 2018)
- «Літні забави» (повісті для дітей, 2019)
- «Нерівний шлюб» (збірка повістей 2020)
- «Колискова для Софії» (роман, 2021)
- «Сила жіночої любові» (роман 2023)